# Cratere Ahmad
Ahmad è un cratere sulla superficie di Encelado.